# Ватра
Ватра (или огањ) је брза оксидација материје у егзотермном хемијском процесу сагоревања, при чему се ослобађа топлота и светлост и разни реакциони продукти. Спорији оксидативни прицеси као што су рђање или варење нису обухваћени дефиницијом ватре. У зависности од материјала тај процес може да буде и буран при чему се ослобађаја велика количина топлоте праћена високим температурама и експлозијама, а материјал мења своје хемијске особине. Да би ватра могла да се одржи, потребни су гориво, кисеоник и температура. Укидањем било којег од та три фактора, сагоревање престаје, што ватрогасци имају у виду при гашењу пожара.
Ватра је топла због конверзије слабе двоструке везе молекула кисеоника, O2, у јаче везе продуката сагоревања угљен-диоксида и воде, при чему се ослобађа енергија (418 kJ по 32 граму O2); енергије веза горива играју само маљу улогу овде. У одређеној тачки реакције сагоревања, која се назива тачком паљења, настаје пламен. Пламен је видљива порција ватре. Пламенови се састоје првенствено од угљен-диоксида, водене паре, кисеоника и азота. Ако су довољно топли, гасови могу да постану јонизовани чиме формирају плазму. У зависности од запаљене супстанце, и спољашњих нечистоћа, боја пламена и њен интензитет ће бити различити.
Ватра у свом најчешћем облику може да доведе до пожара, који потенцијално може да узрокује физичка оштећења путем сагоревања. Ватра је важан процес који утиче на еколошке системе широм света. Позитивни ефекти ватре укључују подстицање раста и одржавање различитих еколошких система.
Негативни учинци ватре обухватају хазард по живот и својину, загађење атмосфере, и контаминацију воде. Ако ватра уклони заштитну вегетацију, тешке падавине могу да доведу до повећања земљишне ерозије водом. Исто тако, кад вегетација сагори, азот који она садржи се ослобађа у атмосферу, за разлику од елемената као што су калијум и фосфор, који се задржавају у пепелу и бивају брзо рециклирани у земљиште. Овај губитак азота узрокован ватром производи дуготрајну редукцију плодности земљишта, у коме се веома споро врши повраћај азота процесом „фиксирања” из атмосфере дејством муња и помоћу биљки махунарки, као што је детелина.
Људи су користили ватру у ритуалима, у пољопривреди за чишћење земљишта, за кување, генерисање топлоте и светла, за сигнализацију, у погонске сврхе, таљење руде, ковање метала, спаљивање отпада, кремирање, и као оружје или начин уништења.

## Ватра као појава

### Стварање пламена
Стварање пламена при сагоревању није обавезна карактеристика сагоревања сваког материјала. Уколико чврста супстанца не испарава на температури која се постиже сагоревањем, неће се видети пламен. Такав је случај са гвожђем када гори у кисеонику. Интензитет светлости потиче заправо од усијања гвожђа. Чврсте супстанце које испаравају на температури која се постиже сагоревањем, попут фосфора и сумпора, горе са приметним пламеном.
Ватра почиње када се запаљиви материјал, у комбинацији са довољном количином оксидатора као што је гас кисеоник или друго кисеоником богато једињење (мада некисеонични оксидатори постоје), изложи извору топлоте или температури амбијента изнад тачке паљења за мешавину горива и оксидатора, и када се може одржати стопа брзе оксидација којом се формира ланчана реакција. Ово се обично назива тетраедром ватре. Ватра не може да постоји без свих тих елемената на једном месту и у одговарајућој пропорцији. На пример, запаљива течност ће почети да гори једино ако су гориво и кисеоник у одговарајућим пропорцијама. Неким смешама горива и кисеоника је неопходан катализатор, супстанца која не бива конзумирана, кад је додата у било коју хемијску реакцију током сагоревања, али која омогућава реактантима да лакше сагоревају.
Након паљења, ланчана реакција се мора одвијати тако да ватра може да одржава властиту топлоту путем даљег ослобађања топлотне енергије у процесу сагоревања. Неопходно је и да ватра може да се шири, до чега долази ако постоји континуиран приступ оксидатору и гориву.
Ако је оксидатор кисеоник из окружујућег ваздуха, присуство гравитационе силе, или неке сличне силе узроковане убрзањем, је неопходно да се произведе конвекција, којом се уклањају производи сагоревања и доноси кисеоник у ватру. Без гравитације, ватра се брзо окружује сопственим производима сагоревања и неоксидирајућим гасовима из ваздуха, чиме се ускраћује приступ кисеонику, те долази до гашења ватре. Због тога је ризик од ватре у свемирској летелици мали, кад она кружи у инерцијалном лету. Ово није случај ако се кисеоник испоручује у ватру неким процесом, а не топлотном конвекцијом.
Ватра се може угасити уклањањем једног од елемената тетраедра ватре. Примера ради може се размотрити пламен природног гаса, као што је горионик шпорета. Ватра се може угасити било којим од следећих приступа:
- искључивање напајања гасом, чиме се уклања извор горива;
- комплетно покривање пламена, чиме се гуши пламен јер сагоревање користи доступни оксидатор (кисеоник из ваздуха) и потискује га из области око пламена помоћу 2;
- примена воде, чиме се уклања топлота из ватре брже него што ватра може да је ослободи (слично томе, снажно дување на пламен може у потпуности да одвоји топлоту тренутно горећег гаса од његогово извора горива), или
- примена ретардантних хемикалија као што је халон на пламен, које ретардирају саму хемијску реакцију све док сама брзина сагоревања није преспора за одржавање ланчане реакције.

У контрасту с тим, ватра се интензивира повећањем свеукупне брзине сагоревања. Методе да се то оствари укључују балансирање улаза горива и оксидатора у стехиометријским пропорцијама, повећање улазне количине горива и оксидатора у виду те балансиране смеше, повећање температуре амбијента тако да топлота саме ватре може лакше да одржава сагоревање, или унос катализатора; нереактантског медијума у коме гориво и оксидатор могу лакше да реагују.

### Пламен
Пламен је смеша реагујућих гасова и чврстог материјала која емитује видљиво, инфрацрвено, и понекад ултраљубичасто светло, чији фреквентни спектар зависи од хемијске композиције горућег материјала и интермедијарних реакционих продуката. У многим случајевима, као што је сагоревање органске материје, на пример дрвета, или некомплетно сагоревање гаса, ужарене чврсте честице зване чађ производе познати црвено-наранџасти сјај 'ватре'. Та светлост има континуирани спектар. Комплетно сагоревање гаса производи тамно плаву боје због емисије зрачења на појединачним таласнима дужинама услед различитих електронских транзиција у побуђеним молекулима формираним у пламену. Обично је обухваћен кисеоник, мада водонично сагоревање хлора исто тако производи пламен, и при томе се формира хлороводоник (HCl). Них друге комбинација производи пламен, неке од којих су, флуор у водоник, и хидразин и азот тетроксид. Пламенови водоника и хидразина/диметилхидразина су слично бледо плави, док сагоревање елемента бора и његових једињења, која су тестирана средином 20. века као високо енергетско гориво за млазне и ракетне моторе, емитује интензивно зелени пламен, што је довело до неформалног надимка „зелени змај”.
Сјај пламена је сложен. Зрачење црног тела се емитује из чађи, гаса и честица горива, иако су честице чађи сувише мале да би се понашале као савршена црна тела. Исто тако присутна је емисија фотона услед силаска атома и молекула са својих побуђених орбитала у гасовима. Већи део зрачења се емитује у видљивим и инфрацрвеним опсезима. Боја зависи од температуре зрачења црног тела и хемијског састава емисионог спектра. Доминантна боја пламена се мења са температуром. Фотографија шумског пожара у Канади је одличан пример ове варијације. Близу тла, где се већина сагоревања одвија, ватра је бела, што је најтоплија могућа боја за органски материјал уопште, или жута. Изнад жуте регије, боја се мења у наранџасту, која је хладнија, а затим у црвену, која је још хладнија. Изнад црвене регије, сагоревање се више не одвија, а честице угљеника су видљиве као црни дим.
Уобичајена дистрибуција пламена под нормалном гравитацијом зависи од конвекције, тако да чађ тежи да се попне до врха пламена, као што је случај са свећом при нормалним гравитационим условима, што га чини жутим. При микрогравитацији или нултој гравитацији, попут окружења у дубокој васиони, више не долази до конвекције, и пламен постаје сферичан, са тенденцијом да постане плавији и ефикаснији (иако се лако гаси, уколико се стално не помера, пошто се CO2 формиран сагоревањем не распршује једнако брзо при микрогравитацији, и има тенденцију гушења пламена). Постоји неколико могућих објашњења за ову разлику, од којих је највероватније да је температура довољно равномерно распоређена да се не ствара чађ и да долази до потпуног сагоревања. Експерименти које је спровела НАСА су показали да дифузиони пламенови у микрогравитацији омогућавају да се више чађи комплетно оксидује након што је формирана него у дифузним пламеновима на Земљи, услед серије механизама који се другачије понашају при микрогравитацији у односу на нормалне гравитационе услове. Ова открића имају могуће примене у примењеној науци и индустрији, посебно у погледу ефикасности горива.
У моторима са унутрашњим сагоревањем, разни кораци су предузети да се елиминише пламен. Метод зависи углавном од тога да ли је гориво уље, дрво или високоенергетско гориво као што је млазно гориво.

### Боја пламена
Боја пламена се разликује у зависности од врсте материјала/супстанце која гори. Ово својство се може искористити у аналитичкој хемији. Сумпор гори на ваздуху плавим пламеном, силицијум-хидрид бледозеленим, ацетилен светложућкастим, а соли стронцијума карминцрвеном бојом пламена,

### „Конструкција“ пламена
Осим што може имати различити облик, пламен може имати и различиту „конструкцију“. Она зависи од природе гаса који сагорева. Позната су два типа пламена: са једним омотачем и са двоструким омотачем.
Пламен са једним омотачем је најпростија врста пламена. Састоји се из два конуса: унутрашњег несагорелог гаса и спољашњег у коме се дешава хемијска реакција, а као пример може послужити сагоревање водоника у кисеонику.
Пламен са двоструким омотачем је типичан за сагоревање угљоводоника. Ово је сложенији тип пламена, јер је сложенији низ реакција које се у њему врше. Бунзенова грејалица нема овакав пламен.

### Луминозност пламена
Док водоник гори једва видљивим пламеном на дневној светлости, неке друге супстанце дају пламен чија је светлост јасна и веома јака. Такав је случај код незасићених угљоводоника као што је етилен. Некада се сматрало да је то зато што такав пламен садржи усијане честице чврстих супстанци (Девијева теорија о чврстој честици) и постојање таквих честица приликом сагоревања свеће је успешно доказано 1875. године помоћу Соретове оптичке пробе. Данас се зна да ипак сваки светлији пламен не садржи усијане честице. Дејви је у току својих експеримената показао да се луминозност пламена повећава са притиском, а смањује са разређивањем. Франкланд је поставио теорију да луминозност најпре потиче од усијања тешких угљоводоника него од присуства чврстих честица. Међутим, као противаргумент овој теорији је чињеница да када се промени притисак атмосфере и сами тешки угљоводоници дају мутни пламен који садржи чврсте супстанце. Осим притиска, на луминозност утиче и температура. Температура у чистом кисеонику је већа, јер у ваздуху се налази и азот који разблажује. Тако је пламен фосфор-водоника у чистом кисеонику засењујуће сјајан. Такође, фосфор гори у хлору много светлијим пламеном када је хлор врео него када је хладан.

### Температура пламена
Температура пламена зависи од врсте горива, али зависи и од конструкције пламена, што значи да није једнака температура на сваком делу пламена Бунзенове грејалице, на пример. Паљење папира се дешава на 184 °C, сагоревање дрвета на 250 °C, а пламен природног гаса достиже 660 °C.
Температура пламена са честицама угљеника које емитују светлост се може одредити према боји те светлости:
- Црвена
  - Тек да може да се види: 525 °C (977 °F)
  - Слаба: 700 °C (1.292 °F)
  - Боја трешње, слаба: 800 °C (1.470 °F)
  - Боја трешње, пуна светлост: 900 °C (1.650 °F)
  - Боја трешње, чиста: 1.000 °C (1.830 °F)
- Наранџаста
  - Загасита: 1.100 °C (2.010 °F)
  - Чиста: 1.200 °C (2.190 °F)
- Бела
  - Беличаста: 1.300 °C (2.370 °F)
  - Јасна: 1.400 °C (2.550 °F)
  - Бљештава: 1.500 °C (2.730 °F)

#### Типичне адијабатске температуре
Температура адијабатског пламена датог пара горива и оксиданса је она при којој гасови постижу стабилно сагоревање.
- Окси–дицијаноацетилен 4.990 °C (9.000 °F)
- Окси-ацетилен 3.480 °C (6.300 °F)
- Оксиводоник 2.800 °C (5.100 °F)
- Ваздух–ацетилен 2.534 °C (4.600 °F)
- Пламеник (ваздух–MAPP гас) 2.200 °C (4.000 °F)
- Бунзенов горионик (ваздух–природни гас) 1.300 до 1.600 °C (2.400 до 2.900 °F)[42]
- Свећа (ваздух–парафин) 1.000 °C (1.800 °F).

## Историја
У почетку су људи ватру користили само онакву какву су је налазили у природи, без знања о томе како да је створе и одрже.
Једна од првих вештина која је утицала на настанак човека је вероватно вештина обраде камена и праљуди су њоме овладали пре више од 2.000.000 година. Приближно тада, појавио се припадник рода Хомо (Homo). Споразумевао се крицима и покретима руку, а карактерисала га је вештина прављења оруђа. Назван вешти човек или Хомо хабилис, овладао је обрадом камена. Са обрадом камена повезана је и вештина овладавања ватром, будући да окресивање камена може да ослободи варнице. Ипак, није извесно како су праљуди Homo erectus пре 500.000 до 400.000 година, или можда и дупло више од тога, долазили до ватре чији трагови су пронађени у њиховим стаништима. У неком ближе непознатом тренутку прачовек је открио начин да варницу из камена одржи и преобрази у ватру. Сматра се да је тада ватра доместификована, тј. припитомљена.
Најстарија ватришта у Европи, археолошки су документована нагорелим облуцима. Употреба ватре подразумева и увођење многих правила у вези с њеним одржавањем, на којима се заснивају сва каснија веровања и ритуали везани за огњиште.
Ватра је променила живот првих људи, изменила је исхрану, умањила опасност од хладноће, страх од мрака, смањила ризик од напада дивљих животиња, продужила време индивидуалног деловања и друштвеног окупљања, допринела развоју говора, језика и комуникације, традиција, маште и стварању атмосфере погодне за настанак првих легенди и митова.
Прва веровања везана за ватру и огњиште датују се најкасније пре око 400.000 година.
У доба Антике ватра је била симбол богиње Хестије, и римској митологији Весте.
Хестија, богиња домаћег огњишта, била је кћерка титана Хрона. По рођењу отац ју је прогутао, у страху од губитка власти. Као божанско биће Хестија је живела у утроби оца све док је није ослободио њен најмлађи брат Зевс. Култ огњишта негован је у свакој кући, отац породице обављао је дужност богињиног свештеника. Заједничко огњиште целе Грчке симболисала је Хестија у Делфима. Била је заштитница насеља, државе, богиња слоге и реда.‍:p. 478
Римска богиња ватре и огњишта била је Веста, заштитница породице, а у ширем смислу, и целог града Рима и римске држава. Као заштитница Рима имала је на Форуму кружни храм који је подсећао на огњиште и у којем је чувана вечита ватра о којој су се старале Весталке, које су у храму биле под заветом вечне невиности. Мушкарцима је био забрањен улаз у храм. Постојала је још једна загонетна староиталска богиња о чијем су се култу старале Весталке - Кака. Да би се објаснио њен култ смишљена је прича да је открила Херкулу склониште где су сакривена украдена говеда. Као накнаду у Риму је у њену част одржавана стална ватра.
Код Словена је био јако развијен култ ватре, који се временом преобразио у култ огњишта. У вези са овим култом је и спаљивање покојника чијим обредом се душа умрлог заједно са димом ватре подизала ка небу где се налазило вечно обитавалиште умрлих.

### Фосилни запис
Фосилни запис пожара се први пут појављује са успостављањем копнене флоре у периоду средњег ордовиција, пре око 470 милиона година, дозвољавајући акумулацију кисеоника у атмосфери као никада раније, пошто су га нове хорде копнених биљака изобилно стварале као отпадни производ. Када је ова концентрација порасла изнад 13%, то је дозволило могућност пожара. Пожар је први пут забележен у фосилном запису касног силура, пре око 420 милиона година, фосилима биљака у виду угљеног угља. Осим контроверзне празнине у касном девону, дрвени угаљ је присутан од тада. Ниво атмосферског кисеоника је уско повезан са распрострањеношћу дрвеног угља: јасно је да је кисеоник кључни фактор у обиљу шумских пожара. Ватра је такође постала обилније заступљена када су траве зрачиле и постале доминантна компонента многих екосистема, око 6 до 7 милиона година; овај потпални материјал је давао огњишта која су омогућавала брже ширење ватре. Могуће је да су ови широко распрострањени пожари покренули процес позитивне повратне информације, при чему су произвели топлију, сувљу климу која је погоднија за пожар.

### Људска контрола ватре

#### Рана људска контрола
Способност контроле ватре представљала је драматичну промену у навикама раних људи. Паљење ватре за стварање топлоте и светлости омогућило је људима да кувају храну, истовремено повећавајући разноврсност и доступност хранљивих материја и смањујући болести убијањем патогених микроорганизама у храни. Произведена топлота је такође помагала људима да се загреју по хладном времену, омогућавајући им да живе у хладнијим климама. Ватра је исто тако држала ноћне предаторе на одстојању. Докази о повремено куваној храни налазе се од пре једног милиона година. Иако ови докази показују да је ватра можда коришћена на контролисан начин пре око милион година, други извори наводе појаву њене редовне употребе пре око 400.000 година. Докази постају широко распрострањени пре око 50 до 100 хиљада година, што указује на редовну употребу од тог времена; занимљиво је да је отпорност на загађење ваздуха почела да се развија у људској популацији у сличном временском раздобљу. Употреба ватре је прогресивно постајала све софистициранија, јер се користила за прављење дрвеног угља и за контролу дивљих животиња од пре десетина хиљада година.
Ватра се такође вековима користила као метод мучења и погубљења, о чему сведочи смрт спаљивањем, као и средства за мучење попут гвоздене чизме, која се могла напунити водом, уљем или чак оловом, а затим загрејати на отвореној ватри на агонију носиоца.
До неолитске револуције, током увођења пољопривреде засноване на житарицама, људи широм света су користили ватру као оруђе у управљању пејзажом. Ови пожари су обично били контролисана спаљивања или „хладне ватре“, за разлику од неконтролисаних „врућих пожара“, који оштећују тло. Врући пожари уништавају биљке и животиње и угрожавају заједнице. Ово је посебно проблем у данашњим шумама у којима се спречава традиционално спаљивање како би се подстакао раст дрвних култура. Хладне ватре се углавном користе у пролеће и јесен. Оне чисте шикару, сагоревајући биомасу која би могла да изазове врућу ватру ако постане превише густа. Они пружају већу разноликост окружења, што подстиче разноликост дивљачи и биљака. За људе, оне чине густе, непроходне шуме проходним. Још један вид људске употребе ватре у погледу управљања пејзажом је њена употреба за чишћење земљишта за пољопривреду. Пољопривреда са паљевином је и даље уобичајена у великом делу тропске Африке, Азије и Јужне Америке. За мале фармере, контролисани пожари су згодан начин да се очисте зарасле површине и испусте хранљиве материје из стајаће вегетације назад у земљиште. Међутим, ова корисна стратегија је такође проблематична. Растућа популација, фрагментација шума и глобално загревање чине површину земље склонијом све већим неконтролисаним пожарима. Они штете екосистемима и људској инфраструктури, узрокују здравствене проблеме и одашиљу спирале угљеника и чађи које могу подстаћи још веће загревање атмосфере – и на тај начин довести до нових пожара. Данас глобално, чак 5 милиона квадратних километара – што је површина више од половине величине Сједињених Држава – изгори у датој години.

#### Каснија људска контрола
Постоје бројне модерне примене ватре. У најширем смислу, ватру користи скоро свако људско биће на земљи у контролисаном окружењу сваког дана. Корисници возила са унутрашњим сагоревањем користе ватру сваки пут када возе. Термоелектране обезбеђују електричну енергију великом проценту човечанства тако што сагоревају горива као што су угаљ, нафта или природни гас, а затим користе резултујућу топлоту за претварање воде у пару, која потом покреће турбине.

#### Употреба ватре у рату
Употреба ватре у рату има дугу историју. Ватра је била основа свих раних термичких оружја. Византијска флота је користила грчку ватру за напад на бродове и људе.
Проналазак барута у Кини довео је до ватреног копља, оружја за бацање пламена које датира од око 1000-те године нове ере, а које је било претеча пројектилског оружја покретаног сагоревањем барута.
Најраније модерне бацаче пламена користила је пешадија у Првом светском рату, које су први пут употребиле немачке трупе против укопаних француских трупа код Вердена у фебруару 1915. године. Касније су успешно монтирани на оклопна возила у Другом светском рату.
Ручно бачене запаљиве бомбе импровизоване из стаклених боца, касније познате као молотовљеви коктели, коришћене су током Шпанског грађанског рата 1930-их. Такође током тог рата, против Гернике су кориштене запаљиве бомбе од стране фашистичких италијанских и нацистичких немачких ваздушних снага које су створене посебно ради подршке Франкових националиста.
Запаљиве бомбе су бациле снаге Осовине и савезници током Другог светског рата, посебно на Ковентри, Токио, Ротердам, Лондон, Хамбург и Дрезден; у последња два случаја ватрене олује су намерно изазване, у којима је ватрени обруч који окружује сваки град био повучен ка унутра узлазном струјом изазваном централном групом пожара. Ваздухопловство Сједињених Држава је такође интензивно користило запаљива средства против јапанских циљева у последњим месецима рата, разарајући читаве градове изграђене првенствено од кућа од дрвета и папира. Запаљиви течни напалм је коришћен у јулу 1944. године, пред крај Другог светског рата, иако његова употреба није изазвала пажњу јавности све до рата у Вијетнаму.

#### Манипулација ватром
Контролисање ватре како би се оптимизовала њена величина, облик и интензитет се генерално назива управљање ватром, а напреднији облици, као што их традиционално (а понекад и даље) практикују вешти кувари, ковачи, мајстори гвожђа и други, су висококвалификоване активности. Они укључују знање о томе које гориво треба сагоревати; како уредити гориво; како запалити ватру у раним фазама и у фазама одржавања; како модулисати топлоту, пламен и дим у складу са жељеном применом; како најбоље заложити ватру да би касније оживела; како одабрати, дизајнирати или модификовати пећи, камине, пекарске пећи, индустријске пећи; и тако даље. Детаљни прикази управљања ватром су доступни у разним књигама о ковачком занату, о вештом логоровању или војном извиђању и о домаћој уметности.

#### Продуктивно коришћење енергије
Сагоревање горива претвара хемијску енергију у топлотну енергију; дрво се користило као гориво још од праисторије. Међународна агенција за енергетику наводи да скоро 80% светске енергије константно долази од фосилних горива као што су нафта, природни гас и угаљ у протеклим деценијама. Ватра у електрани се користи за загревање воде, стварајући пару која покреће турбине. Турбине затим покрећу електричне генераторе да би произвеле електричну енергију. Ватра се такође користи за обезбеђивање механичког рада директно термичким ширењем, како у моторима са спољашњим тако и у моторима са унутрашњим сагоревањем.
Несагореви чврсти остаци запаљивог материјала који остају након пожара називају се клинкер ако је његова тачка топљења испод температуре пламена, тако да се стапа, а затим стврдњава док се хлади, а пепео ако му је тачка топљења изнад температуре пламена.

## Наука о пожару
Наука о пожару је грана физичких наука која укључује понашање, динамику и сагоревање ватре. Примене науке о пожару укључују заштиту од пожара, истраживање пожара и управљање пожарима.

## Екологија пожара
Сваки природни екосистем на копну има свој режим пожара, и организми у тим екосистемима су прилагођени или зависни од тог режима пожара. Ватра ствара мозаик различитих станишта, сваки у различитој фази сукцесије. Различите врсте биљака, животиња и микроба специјализоване су за искоришћавање одређеног ступња, а стварањем ових различитих видова особености, ватра омогућава постојање већег броја врста унутар пејзажа.

## Системи превенције и заштите
Програми за превенцију шумских пожара широм света могу користити технике као што су употреба пожара у дивљини и прописано или контролисано спаљивање. Употреба пожара у дивљини односи се на сваки пожар природног узрока који се надгледа, али се дозвољава да гори. Контролисано спаљивање су пожари које запале владине агенције у мање опасним временским условима.
Услуге гашења пожара пружају се у већини развијених подручја ради гашења или обуздавања неконтролисаних пожара. Обучени ватрогасци користе ватрогасне апарате, изворе за водоснабдевање као што су водоводи и ватрогасни хидранти или могу користити пену класе А и Б у зависности од тога шта подстиче ватру.
Превенција пожара има за циљ смањење извора паљења. Превенција пожара такође укључује образовање како би се људи научили како да избегну изазивање пожара. Зграде, посебно школе и високе зграде, често спроводе противпожарне вежбе да би информисале и припремиле грађане како да реагују на пожар у зградама. Намерно покретање деструктивних пожара представља подметање пожара и кривично је дело у већини надлежности.
Модели грађевинских прописа захтевају пасивну заштиту од пожара и системе активне заштите од пожара како би се минимизовала штета настала услед пожара. Најчешћи облик активне заштите од пожара су противпожарне прскалице. Да би се максимизирала пасивна заштита зграда од пожара, грађевински материјали и намештај у већини развијених земаља тестирају се на отпорност на ватру, сагорљивост и запаљивост. Испитују се и пресвлаке, теписи и пластика која се користи у возилима и пловилима.
Тамо где превенција и заштита од пожара нису успели да спрече штету, осигурање од пожара може ублажити финансијски утицај.